# Острова-«спутники» Урупа
Острова-«спутники» Урупа — островки и скалы в прибрежной акватории острова Уруп, остававшиеся в основном безымянными в советский период (за исключением самых крупных из них). Их имянаречение продолжилось в России начала XXI века, что позволяет выделить их в отдельную категорию географических объектов.
Список основных островов и скал в прибрежной акватории острова Уруп:
| Название             | Площадь, км² | Максимальная высота, м | Широта   | Долгота   | Космический снимок |
| -------------------- | ------------ | ---------------------- | -------- | --------- | ------------------ |
| Острова Таира        | 0,6          | -                      | 46°13′   | 150°36′   |                    |
| Щетининой            | -            | -                      | 46°14′   | 150°35′   |                    |
| Маршала Василевского | -            | -                      | 46°13,9′ | 150°35,1′ |                    |
| Громыко              | -            | -                      | 46°14′   | 150°36′   |                    |
| Острова Близнецы     | 0,3          | 95,1                   | 46°13′   | 150°29′   |                    |
| Саныча               | 0,17         | 95,1                   | 46°13′   | 150°29′   |                    |
| Минервы              | 0,0548       | -                      | 46°13′   | 150°30′   |                    |
| Пивная Кружка        | 0,0075       | -                      | 46°13′   | 150°30′   |                    |
| Краб                 | 0,06         | 30                     | 45°38′   | 149°26′   |                    |
| Кувшин               | -            | -                      | 45°59′   | 149°54′   |                    |
| Петушкова            | -            | -                      | 46°3′    | 149°59′   |                    |
| Чайка                | -            | -                      | 46°13′   | 150°24′   |                    |
| Хива                 | -            | -                      | 46°3′27  | 150°17′58 |                    |